# Face Off (album)
Face Off  är ett samarbetsalbum med rapparen Bow Wow och R&B-sångaren Omarion. Albumet släpptes först i Nederländerna 14 september 2007. 
Första singeln från albumet var "Girlfriend" och den andra "Hey Baby (Jump Off)". 

## Låtlista
| Nr | Track                   | Producer(s)                    | Length |
| 1  | "Face Off"              | Multi Muzic & Kevin Perry      | 2:10   |
| 2  | "Hoodstar"              | Scott Storch                   | 3:18   |
| 3  | "Girlfriend"            | T-Pain & Bow Wow               | 4:44   |
| 4  | "Hey Baby (Jump Off)"   | Rick Rubin                     | 3:08   |
| 5  | "He Ain't Gotta Know"   | T-Pain                         | 3:56   |
| 6  | "Bachelor Pad"          | Timbaland                      | 3:19   |
| 7  | "Listen"                | Lil Ronnie & Jayshawn Smith,   | 4:57   |
| 8  | "Can't Get Tired of Me" | Ric "Rude" Lewis               | 4:10   |
| 9  | "Number Ones"           | The Stereotypes                | 2:52   |
| 10 | "Baby Girl"             | The Neptunes & Marques Houston | 3:57   |
| 11 | "Take Off Your Clothes" | Lil Ronnie & Jayshawn Smith,   | 3:32   |
| 12 | "Another Girl"          | Jim Jonsin                     | 3:25   |

## Utgivningsdatum
- 14 september, 2007
- 11 december, 2007
- 10 april, 2008
- 20 mars, 2008
- 31 oktober, 2007
- 15 november, 2007
- 13 november, 2007
- 15 januari, 2008
- 29 maj, 2008 (Afrika)
- 20 juni, 2007 (Internationellt)
- 21 september 2007
- 27 maj 2008
- 28 maj 2008

## Listpositioner
| Lista (2007)                          | List- position |
| ------------------------------------- | -------------- |
| U.S. Billboard 200                    | 11             |
| U.S. Billboard Top R&B/Hip-Hop Albums | 2              |
| U.S. Top Rap Albums                   | 1              |